# All a Mistake
All a Mistake è un cortometraggio muto del 1912 diretto da Francis J. Grandon.

## Trama
Percy si trova alle prese con un agente troppo solerte quando, trovando sbarrata la porta di casa, non riesce a rientrare. Portato al posto di polizia, dimostra la sua identità e finalmente, può tornare a casa, dove però scopre che la giovane moglie è sparita, lasciando su un tavolo una lettera che lo fa sospettare di essere tradito. Furioso, decide di lasciarla. Mentre sta facendo i bagagli, è sorpreso dal ritorno della moglie con la quale inizia subito a litigare. Scoprirà, alla fine, che tutto è stato un equivoco, e che il supposto amante della moglie non era altri che suo fratello.

## Produzione
Il film fu prodotto dall'Independent Moving Pictures Co. of America (IMP).

## Distribuzione
Il film - un cortometraggio di circa sei minuti - uscì nelle sale statunitensi il 27 gennaio 1912, distribuito dalla Motion Picture Distributors and Sales Company. Nelle proiezioni, veniva programmato con il sistema dello split reel, accorpato in un'unica bobina con un altro cortometraggio della IMP, il documentario A Day on a Buffalo Ranch.